# Festuca stricta
Festuca stricta — вид трав'янистих рослин з родини злакові (Poaceae).

## Опис
Багаторічна рослина. Стебла 23–43 см завдовжки. Листки ниткоподібні, еліптичні в розрізі, 0.55–1 мм шириною, жорсткі, сірувато-зелені; жилкування включає 5 судинних пучків. Суцвіття — волоть, відкрита, щільна, 4.5–6 см завдовжки. Гілочки волоті шершаві. Колоски одиночні, містять 3–6 родючих квіток; зі зменшеними квітками на верхівці. Колоски довгасті, з боків стиснені; 7.1–8.3 мм завдовжки. Зернівка циліндрична, 2.5–3 × 0.8–0.9 мм; поверхня гладка, блідо- чи темно-коричнева. 2n=42.

## Поширення
Поширений у Європі, Туреччині, Вірменії, Азербайджані (за іншими даними поширений тільки в центральній та центрально-південній Європі).